# Walter Lantz
Walter Benjamin Lantz (ur. 27 kwietnia 1899 w New Rochelle, Nowy Jork zm. 22 marca 1994 w Burbank, Kalifornia) – amerykański rysownik, animator, producent filmowy i reżyser pochodzenia włoskiego. Założyciel Walter Lantz Productions. W 1980 otrzymał Honorowego Oscara za całokształt twórczości. Lantz został uhonorowany gwiazdą na Hollywood Walk of Fame w roku 1990. Był dwukrotnie żonaty. Zmarł na niewydolność serca w wieku 95 lat. Został pochowany  na cmentarzu Forest Lawn Memorial Park.

## Filmografia
- Knock Knock (1940)
- Alaska Sweepstakes (1936)
- Jolly Little Elves (1934)
- The Merry Old Soul (1933)
- His First Flame (1927)